# Ribes de Freser
Ribes de Freser és una vila i municipi de la comarca del Ripollès, situat al cor de la vall homònima, al Pirineu oriental. Es troba al nord de la regió de l'Alt Ter. Limita al nord amb Queralbs, a l'oest amb Planoles i Campelles, al sud amb Campdevànol i Ogassa, i a l'est amb Pardines. Té dues estacions del Cremallera de Núria, en una de les quals, la de Ribes Vila, es pot veure una exposició de Material Mòbil.

## Història

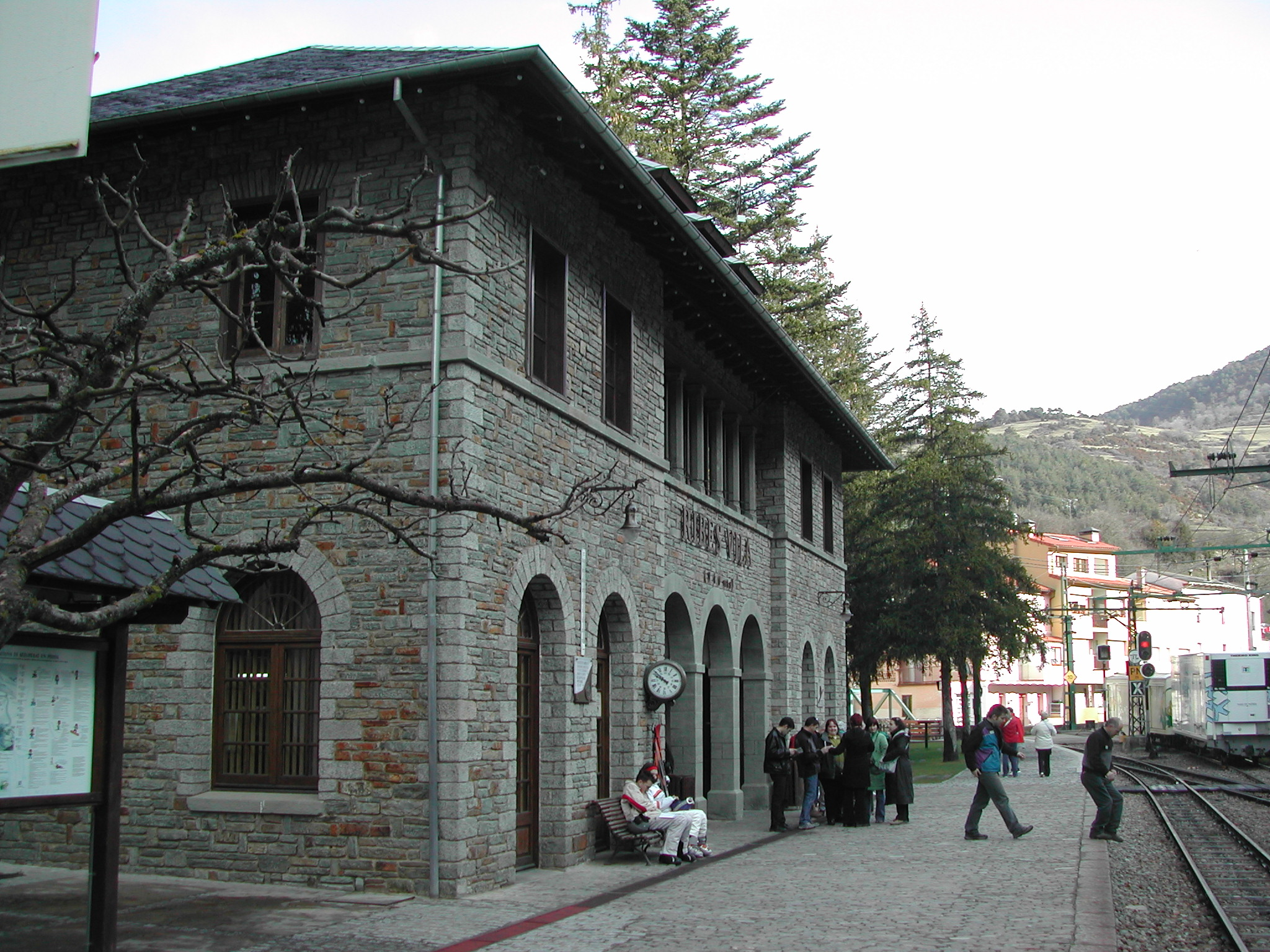
Estació Ribes Vila del Cremallera de Núria

La vila de Ribes de Freser va néixer a l'empara del castell de Sant Pere i a l'entorn de l'església parroquial de Santa Maria. A l'època medieval, va pertànyer al comtat de la Cerdanya, dins el qual formà la sotsvegueria de Ribes. Tradicionalment havia viscut de la pagesia i de l'explotació de mines, fins a la darreria del segle xix, en què, amb la revolució industrial, s'hi van instal·lar les fàbriques de paper (Can Sau) i les colònies industrials tèxtils (Can Recolons).
La presència del tren té una gran importància a la vila. L'any 1919 hi arribà la línia del tren provinent de Ripoll, que el 1922 es completà fins a Puigcerdà. Per la seva banda, el cremallera de Ribes a Núria es va inaugurar el 1931. La crisi dels setanta del segle xx va comportar una reconversió econòmica a la vall i convertí el municipi en un lloc per a l'estiueig i el turisme de muntanya, activitat que s'havia iniciat a principis del segle.
Com a poble de muntanya, manté una idiosincràsia pròpia i es caracteritza per la seva condició de zona natural i també pel seu fàcil accés a la Cerdanya i a la vall de Núria. Els quatre nuclis agregats del municipi són Batet, Bruguera, Ribesaltes i Ventolà. Bruguera i Ventolà havien estat municipis independents fins a 1846, quan van ser incorporats a Ribes. Fins a la publicació del Reial Decret de 27 de juny de 1916, el municipi es deia simplement Ribes.
Ribes de Freser té un patrimoni artístic i arquitectònic important, malgrat que no està catalogat ni posat en valor per al seu reconeixement històric i cultural, reflex d'una identitat medieval, industrial i d'altres èpoques que han marcat el desenvolupament social del municipi. Cal destacar-ne les diverses esglésies i ermites (l'església parroquial de Santa Maria de Ribes, obra de l'arquitecte Josep Danés de 1940-45, que incorpora tres absis de l'anterior església romànica); el castell de Sant Pere; els xalets modernistes, les fonts, els fortins i les masies; Pel que fa al llegat industrial, hi trobem la colònia tèxtil Recolons i Saida, la central hidroelèctrica, les mines. Hi ha també els rius i el Granòfir, una roca volcànica en forma d'agulles, restes de la xemeneia d'un volcà, molt característica del seu paisatge.

## Geografia
- Llista de topònims de Ribes de Freser (Orografia: muntanyes, serres, collades, indrets..; hidrografia: rius, fonts...; edificis: cases, masies, esglésies, etc.).

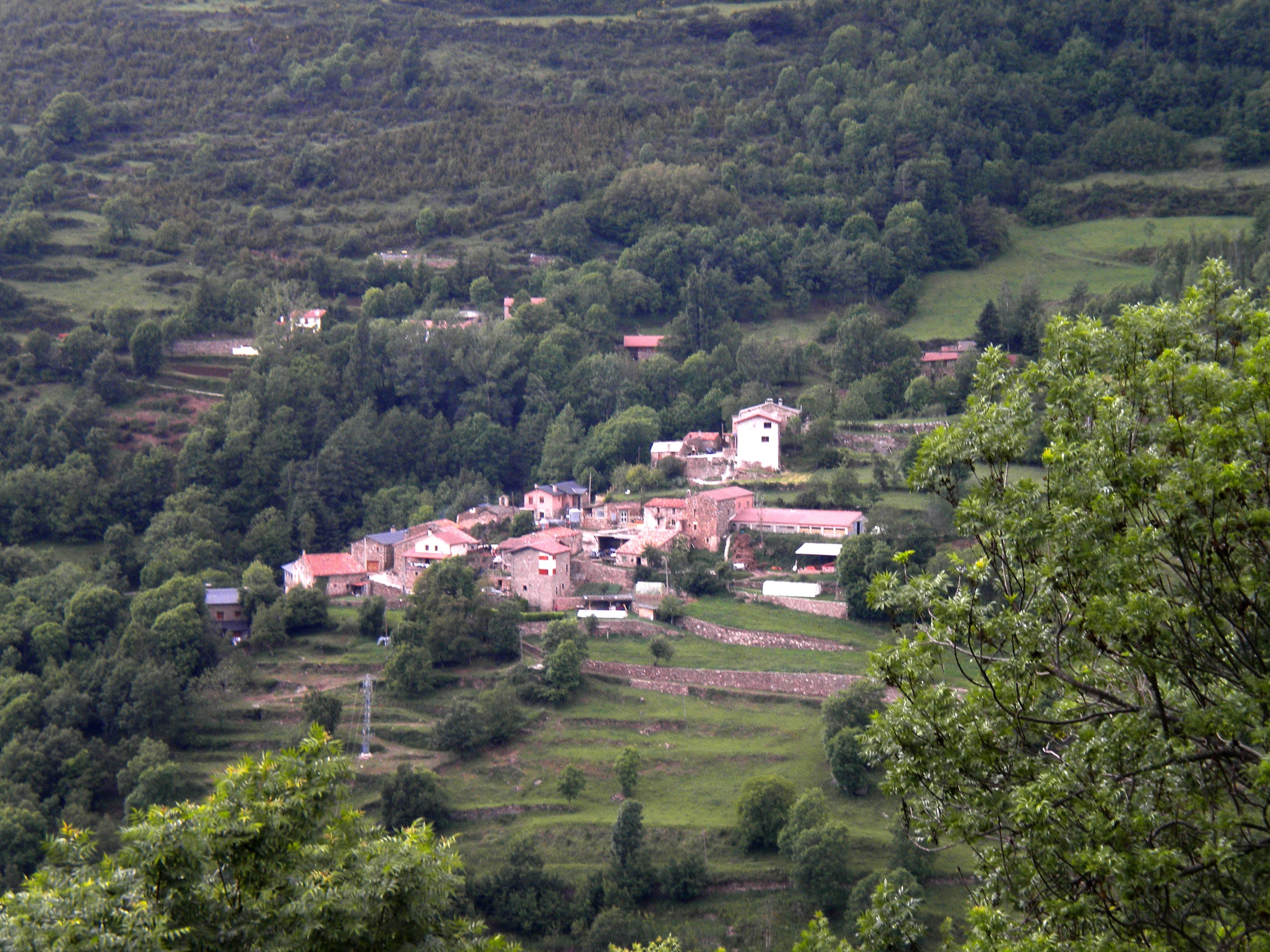
Vista del poble de Batet

| Entitat de població | Habitants (2023) |
| Ribes de Freser     | 1.658            |
| Bruguera            | 61               |
| el Solà i Ventolà   | 43               |
| Ribesaltes          | 41               |
| Batet               | 22               |
| Armàncies           | 14               |
| Font: Idescat       |                  |

## Símbols
| «                                      | Al Ripollès hi ha 6 municipis de 19, que no tenen l'escut oficialitzat per diversos motius (...) Els tràmits del de Molló i el de Ribes de Freser es van quedar a mig camí als anys 80 i 90. | » |
| — Armand de Fluvià, 16 de març de 2010 | |   |

## Demografia
| 1497 f | 1515 f | 1553 f | 1717 | 1787  | 1857  | 1877  | 1887  | 1900  | 1910  |
| ------ | ------ | ------ | ---- | ----- | ----- | ----- | ----- | ----- | ----- |
| 71     | 60     | 85     | 813  | 1.015 | 1.445 | 1.404 | 1.466 | 1.699 | 2.129 |

| 1920  | 1930  | 1940  | 1950  | 1960  | 1970  | 1981  | 1990  | 1992  | 1994  |
| ----- | ----- | ----- | ----- | ----- | ----- | ----- | ----- | ----- | ----- |
| 2.510 | 2.965 | 2.812 | 3.564 | 3.042 | 3.133 | 2.810 | 2.560 | 2.310 | 2.310 |

| 1996  | 1998  | 2000  | 2002  | 2004  | 2006  | 2008  | 2010  | 2012  | 2014  |
| ----- | ----- | ----- | ----- | ----- | ----- | ----- | ----- | ----- | ----- |
| 2.156 | 2.125 | 2.096 | 2.064 | 2.040 | 2.017 | 2.006 | 1.930 | 1.914 | 1.859 |

| 2016  | 2018  | 2020  | 2022  | 2024  | 2026 | 2028 | 2030 | 2032 | 2034 |
| ----- | ----- | ----- | ----- | ----- | ---- | ---- | ---- | ---- | ---- |
| 1.785 | 1.766 | 1.760 | 1.810 | 1.847 | -    | -    | -    | -    | -    |

## Ribetans il·lustres
Alguns ribetans il·lustres, per data de naixement, son:
- Llàtzer Escarceller i Sabaté (Ribes de Freser 1914 - Barcelona 2010), actor còmic.
- Joan Triadú i Font (Ribes de Freser 1921 - Barcelona 2010), escriptor, crític literari i pedagog.
- Núria Carrera i Comes (Ribes de Freser, 1948), política, treballadora social i gestora associativa.
- Eudald Carbonell i Roura (Ribes de Freser, 1953), arqueòleg.
- Núria Pau Romeu (Ribes de Freser, 1994), esportista d’elit.[cal citació]